# Diecezja Rondonópolis–Guiratinga
Diecezja Rondonópolis–Guiratinga (łac. Dioecesis Rondonopolitanus - Guiratingensis) – diecezja Kościoła rzymskokatolickiego w Brazylii. Należy do metropolii Cuiabá, wchodzi w skład regionu kościelnego Oeste 2. Została erygowana przez papieża Piusa XII bullą Quo christifidelibus w 13 lipca 1940 jako prałatura terytorialna Chapada. W 1961 zmieniono jej nazwę na prałatura terytorialna Rondonópolis.
15 lutego 1986 podniesiona do rangi diecezji. W 2014 do nazwy diecezji dodano drugi człon – Guiratinga, nadając jej obecne brzmienie.